# Olivier Lièvremont
Pas d'image ? Cliquez ici

a Compétitions nationales et continentales officielles uniquement.

Dernière mise à jour le 21 mai 2022.
Olivier Lièvremont est un joueur et entraîneur français de rugby à XV.
Depuis mai 2022, il est directeur technique national de la Fédération française de rugby.

## Biographie
Olivier Lièvremont est né à Besançon dans le Doubs dans une famille originaire de Franche-Comté. Il est le cousin germain de Marc, Thomas et Matthieu Lièvremont ainsi que le filleul de Marc, sélectionneur du XV de France de 2008 à 2011. Étudiant à la fac de sport à Besançon, il pratique notamment le judo, le tennis de table, le football et la gymnastique. Il apprend le rugby avec ses cousins dans la maison familiale à Argelès-sur-Mer.
Il joue son premier match à 16 ans en senior grâce à un double surclassement à Ornans dans le Doubs, club de 3e série. Il dispute une demi-finale de Reichel B à 18 ans avec Dijon.
Il joue ensuite à Stade dijonnais, à Besançon en Fédérale 3, à Pontarlier en Fédérale 3 et Fédérale 2 puis au Stade niortais en Fédérale 1 de 2010 à 2012. En 2012, il s'engage avec le club de Surgères en Fédérale 3.
Après un poste de conseiller technique départemental à Besançon en 2007-2008, il passe le concours de professeur de sport en mars 2010 puis est nommé conseiller technique régional du Poitou-Charentes en septembre 2010.
En janvier 2017, à la suite du changement de direction de la Fédération française de rugby, il est nommé entraîneur principal de l'équipe de France féminine de rugby à XV. Il travaille aux côtés de Samuel Cherouk, entraîneur adjoint.
En 2019, il devient directeur technique des ligues régionales Provence Alpes Côte d'Azur et Corse.
En mai 2022, il est nommé directeur technique national de la Fédération française de rugby par le ministère des Sports. Il succède à Didier Retière.

## Palmarès

### Entraîneur
- Grand Chelem dans le Tournoi des Six Nations féminin 2018

| Année | Sélection            | Tournoi     | Poste                | Classement World Rugby à la fin de l'année | Tournoi                  | Coupe du monde |
| ----- | -------------------- | ----------- | -------------------- | ------------------------------------------ | ------------------------ | -------------- |
| 2017  | XV de France féminin | Six Nations | Entraîneur principal | 3e                                         | 3e                       | 3e             |
| 2018  | XV de France féminin | Six Nations | Entraîneur principal | 3e                                         | Vainqueur (Grand Chelem) | -              |
| 2019  | XV de France féminin | Six Nations | Entraîneur principal | 4e (à son départ)                          | 3e                       | -              |